# Guettarda frondosa
Guettarda frondosa är en måreväxtart som beskrevs av Johann Wilhelm Karl Moritz och Paul Carpenter Standley. Guettarda frondosa ingår i släktet Guettarda och familjen måreväxter. Inga underarter finns listade i Catalogue of Life.